# Высшая школа (издательство)
«Вы́сшая шко́ла» — советское и российское государственное издательство, издающее научную, а также учебную и учебно-методическую литературу различных уровней (высших, средних специальных и профессионально-технических) учебных заведений на русском и других языках.

## История
Основано в 1939 году в Москве под названием «Советская наука».
В 1959 году переименовано в «Высшую школу».
В 1963 году объединено с «Российским вузовским издательством» (Росвузиздат) и «Профессионально-техническим издательством» (Профтехиздат).

## Издательская деятельность
Помимо учебников, учебных и наглядных пособий, учебно-методической литературы, также издаёт научные журналы:
- «Научные доклады высшей школы»
- «Вестник высшей школы»
- «Среднее специальное образование»
- «Профессионально-техническое образование»[1][2][4].

Также издательством выпущены серии («Библиотеки») — историка, филолога, «Классика литературной науки» и др.
В 1970 году объём издательской деятельности составил 1016 названий (355,3 млн печатных листов-оттисков) общим тиражом 25,2 миллионов экземпляров.
В 1976 году объём издательской деятельности составил 745 книг и брошюр тиражом свыше 25,8 миллионов экземпляров.
В 1979 году объём издательской деятельности составил 670 книг и брошюр тиражом свыше 28 миллионов экземпляров.